# Томмазо Джакомель
Томмазо Джакомель (5 квітня 2000 , Віпітено, Трентіно-Альто-Адідже ) — італійський біатлоніст, дворазовий призер чемпіонату світу серед юніорів. Учасник чемпіонату світу серед дорослих.

## Кар'єра
У міжнародних змаганнях дебютував 9 грудня 2017 року на Кубку IBU серед юніорів в Обертілліяху, посівши 5-те місце в спринті. У лютому 2018 року взяв участь у чемпіонаті світу серед юніорів в Отепяе, здобувши там срібну медаль. Рік по тому на чемпіонаті світу серед юніорів в Осрбліє він здобув бронзову медаль в естафеті. На тих самих змаганнях посів 4-те місце в перегонах переслідування.
У Кубку світу дебютував 6 березня 2020 року в Нове-Место, посівши 27-ме місце в спринті. Отож, він одразу ж набрав перші бали до заліку Кубка світу. Він ще не піднімався на п'єдестал пошани в особистих перегонах, але 15 січня 2021 року в Обергофі разом із товаришами по команді посів третє місце в естафеті.

## Результати за кар'єру
Усі результати наведено за даними Міжнародного союзу біатлоністів.

### Чемпіонати світу
| Змагання     | Інд. перегони | Спринт | Перегони пер. | Мас-старт | Естафета | Змішана ес. | Од. змішана ес. |
| ------------ | ------------- | ------ | ------------- | --------- | -------- | ----------- | --------------- |
| Поклюка 2021 | 71            | —      | —             | —         | 6        | —           | —               |

### Кубки світу
- Найвище місце в загальному заліку: 73-тє 2021 року.
- Найвище місце в окремих перегонах: 7-ме.
- 1 п'єдестал в естафеті: 1 третє місце.

 Станом на 5 грудня 2021 року 

#### Підсумкові місця в Кубку світу за роками
| Сезон     | Інд. перегони | Інд. перегони | Спринт | Спринт | Перегони пер. | Перегони пер. | Мас-старт | Мас-старт | Заг. залік | Заг. залік |
| Сезон     | Бали          | Місце         | Бали   | Місце  | Бали          | Місце         | Бали      | Місце     | Бали       | Місце      |
| --------- | ------------- | ------------- | ------ | ------ | ------------- | ------------- | --------- | --------- | ---------- | ---------- |
| 2019-2020 |               |               | 14     | 67     | 2             | 70            |           |           | 16         | 78         |
| 2020-2021 | -             |               | 3      | 82     | 20            | 56            |           |           | 23         | 73         |